# Allobarbital
Allobarbital (dial, dwuallyl) – organiczny związek chemiczny, pochodna kwasu barbiturowego o profilu działania zależnym od dawki – uspokajającym lub nasennym i średnim czasie działania. Zsyntetyzowany w roku 1912 przez Ernesta Preiswerka i Ernesta Grethera. Dawniej posiadał zastosowanie jako lek uspokajający, nasenny oraz przeciwdrgawkowy. Samodzielnie jest obecnie praktycznie nie stosowany.
W Polsce występował dawniej w postaci połączenia ze środkami przeciwbólowymi.
Preparaty dostępne dawniej w Polsce, obecnie wycofane:
- Pabialgin tabl. 0,25 g (allobarbital 0,03 g + aminofenazon 0,22 g), zastąpiony później preparatem Pabialgin P
- Pabialgin P tabl. 0,25 g (allobarbital 0,03 g + propyfenazon 0,22 g),
- Pabialginum (substancja do receptury aptecznej) (allobarbital 12% + aminofenazon 88%).

Produkcja produktu leczniczego Pabialgin P oraz surowca farmaceutycznego do receptury aptecznej Pabialginum subst.  została zakończona odpowiednio w roku 2007 i 2008.
- Krople żołądkowe z pabialginą, preparat złożony zawierający mieszaninę nalewki z korzenia kozłka lekarskiego, nalewki gorzkiej, stabilizowanej alkoholatury (czyli intraktu) ze świeżego ziela dziurawca, nalewki miętowej z dodatkiem 2% substancji Pabialgin P[3].